# Compuesto de veinte octaedros con libertad de rotación
| Compuesto de veinte octaedros con libertad de rotación | Compuesto de veinte octaedros con libertad de rotación |
| ------------------------------------------------------ | ------------------------------------------------------ |
|                                                        |                                                        |
| Tipo                                                   | Compuesto uniforme                                     |
| Índice                                                 | UC13                                                   |
| Poliedros                                              | 20 octaedros                                           |
| Caras                                                  | 40+120 triángulos                                      |
| Aristas                                                | 240                                                    |
| Vértices                                               | 120                                                    |
| Grupo de simetría                                      | Icosaédrico (Ih)                                       |
| Subgrupo restringido a un elemento                     | Rotación impropia de 6 lóbulos (S6)                    |

El compuesto de veinte octaedros con libertad de rotación es un poliedro compuesto uniforme. Está formado por una disposición simétrica de 20 octaedros, considerados como antiprismas triangulares. Se puede construir superponiendo dos copias del compuesto de 10 octaedros UC16 y, para cada par de octaedros resultante, rotando cada octaedro del par en un ángulo θ igual y opuesto.
Cuando θ es cero o 60 grados, los octaedros coinciden en pares, generándose dos copias superpuestas de los compuestos de 10 octaedros UC16 y UC15 respectivamente. Cuando:
{\displaystyle \theta =2\tan ^{-1}\left({\sqrt {{\frac {1}{3}}\left(13-4{\sqrt {10}}\right)}}\right)\approx 37.76124^{\circ },}
los octaedros (con distintos ejes de rotación) coinciden en cuatro conjuntos, dando como resultado el compuesto de cinco octaedros. Cuando
{\displaystyle \theta =2\tan ^{-1}\left({\frac {-4{\sqrt {3}}-2{\sqrt {15}}+{\sqrt {132+60{\sqrt {5}}}}}{4+{\sqrt {2}}+2{\sqrt {5}}+{\sqrt {10}}}}\right)\approx 14.33033^{\circ },}
los vértices coinciden en pares, dando el compuesto de veinte octaedros (sin libertad de rotación).

## Coordenadas cartesianas
Las coordenadas cartesianas de los vértices de esta forma compuesta son todas las permutaciones cíclicas de:
{\displaystyle {\begin{aligned}&\scriptstyle {\Big (}\pm 2{\sqrt {3}}\sin \theta ,\,\pm (\tau ^{-1}{\sqrt {2}}+2\tau \cos \theta ),\,\pm (\tau {\sqrt {2}}-2\tau ^{-1}\cos \theta ){\Big )}\\&\scriptstyle {\Big (}\pm ({\sqrt {2}}-\tau ^{2}\cos \theta +\tau ^{-1}{\sqrt {3}}\sin \theta ),\,\pm ({\sqrt {2}}+(2\tau -1)\cos \theta +{\sqrt {3}}\sin \theta ),\,\pm ({\sqrt {2}}+\tau ^{-2}\cos \theta -\tau {\sqrt {3}}\sin \theta ){\Big )}\\&\scriptstyle {\Big (}\pm (\tau ^{-1}{\sqrt {2}}-\tau \cos \theta -\tau {\sqrt {3}}\sin \theta ),\,\pm (\tau {\sqrt {2}}+\tau ^{-1}\cos \theta +\tau ^{-1}{\sqrt {3}}\sin \theta ),\,\pm (3\cos \theta -{\sqrt {3}}\sin \theta ){\Big )}\\&\scriptstyle {\Big (}\pm (-\tau ^{-1}{\sqrt {2}}+\tau \cos \theta -\tau {\sqrt {3}}\sin \theta ),\,\pm (\tau {\sqrt {2}}+\tau ^{-1}\cos \theta -\tau ^{-1}{\sqrt {3}}\sin \theta ),\,\pm (3\cos \theta +{\sqrt {3}}\sin \theta ){\Big )}\\&\scriptstyle {\Big (}\pm (-{\sqrt {2}}+\tau ^{2}\cos \theta +\tau ^{-1}{\sqrt {3}}\sin \theta ),\,\pm ({\sqrt {2}}+(2\tau -1)\cos \theta -{\sqrt {3}}\sin \theta ),\,\pm ({\sqrt {2}}+\tau ^{-2}\cos \theta +\tau {\sqrt {3}}\sin \theta ){\Big )}\end{aligned}}}
donde τ = (1 + √5)/2 es el número áureo (también denominado φ).

## Galería
- Compuestos de veinte octaedros con libertad de rotación
- θ= 0°
- θ= 5°
- θ= 10°
- θ= 15°
- θ= 20°
- θ= 25°
- θ= 30°
- θ= 35°
- θ= 40°
- θ= 45°
- θ= 50°
- θ= 55°
- θ= 60°